# 엄정대
엄정대(嚴廷大, 1975년 5월 10일 ~ )는 前 KBO 리그 야구 선수의 외야수이다.

## 출신학교
- 1991년 ~ 1994년 : 경남상업고등학교 (現 부경고등학교)
- 1994년 ~ 1998년 : 건국대학교 (1998학번)

## 등번호
- 69번 (롯데 자이언츠, 1998년)
- 4번  (롯데 자이언츠, 1999년)
- 8번  (롯데 자이언츠, 2000년 ~ 2003년 시즌 중)
- 67번 (KIA 타이거즈, 2003년 시즌 중)